# Jazz Thing
Jazz Thing is een muziekalbum van de Canadese zanger/gitarist Randy Bachman. Het is uitgegeven via zijn eigen website en later ook bij nadere internetwinkels verkrijgbaar. Bachman is over het algemeen bekend als leider van de hardrockband Bachman-Turner Overdrive. Afwijkend daarvan zijn op dit album en Jazz Thing II voornamelijk jazzballads te horen. Bachman in het boekwerkje: 
I don’t know where I’m going or where it’s taking me but it’s the most fun I’ve had in a long time.
 All About Jazz, dat dat aanhaalde, constateerde een tegenstelling tussen de jazz en bluesachtige stem van Bachman. In Dead cool laat Bachman zich weer van zijn oude hardrock kan zien.
De opnamen hebben plaatsgevonden in diverse studio’s in Canada en de Verenigde Staten, meestal in de omgeving van zijn woongebied Vancouver.

## Musici
- Randy Bachman – zang gitaar
- Chris Gestrin – toetsinstrumenten (tracks 1, 2, 3, 4, 6, 8)
- Ken Lister – basgitaar (tracks 1, 3. 6. 8)
- Buff Allen – drumstel (tracks  1, 3. 6, 8)
- Françoise Houle – klarinet (track 1)
- Denise McCann – achtergrondzang (track 1)
- André Lachance – basgitaar (tracks 2, 4, 7, 9)
- Dylan van der Schyff – drumstel (track 2. 4)
- Curtis Stigers – saxofoon (track 4)
- Lenny Breau – gitaar (tracks 5, 10)
- Dave Young – basgitaar (tracks 5, 10)
- Joel Kroeker – gitaar (track 7)
- Bill Sample – toetsinstrumenten (track 7, 9)
- Craig Scott – drumstel (tracks 7, 9, 10)
- Stephan Moccio – piano (track 11)

## Composities
| Nr. | Titel                                                | Duur |
| --- | ---------------------------------------------------- | ---- |
| 1.  | Let's call it a night (Bachman)                      | 2:56 |
| 2.  | In blue (Bachman, Lauren Field, Charles Foskett)     | 5:23 |
| 3.  | That old feeling (Lew Brown, SSammy Fain)            | 3:17 |
| 4.  | Rose coloured glasses (Bachman, Greg. Becker)        | 5:01 |
| 5.  | Summertime (George Gershwin, Ira Gershwin)           | 4:05 |
| 6.  | Sentimental fool (Bachman, Denise McCann)            | 5:01 |
| 7.  | I walk the line ((Johnny Cash)                       | 5:12 |
| 8.  | Dead cool (Bachman, Bart Foley)                      | 5:33 |
| 9.  | The first time you said hello (Bachman)              | 3:29 |
| 10. | Breau’s place (Lenny Breau, Dave Young, Bachman)     | 3:04 |
| 11. | Our leaves are green again (Bachman, Stephan Moccio) | 3:38 |